# Oskar Emil Wantalowicz
Oskar Emil Wantalowicz (ur. 29 sierpnia 1865 w Istvándi, Węgry, zm. 9 sierpnia 1946 w Wiedniu, Austria) – austriacki pisarz, poeta. 
Ukończył szkołę podstawową w Klagenfurt am Wörthersee, naukę kontynuował w Opawie i w Wiedniu. Od 1889 był prawnikiem w wiedeńskim Towarzystwie Ubezpieczeniowym "Donau". 
Oskar Emil Wantalowicz był autorem lirycznych i humorystycznych wierszy, fraszek i aforyzmów, które publikowały austriackie i niemieckie czasopisma i periodyki. Od 1889 stale współpracował z Fliegende Blätter, a od 1894 z Meggendorfer-Blätter, swoje utwory podpisywał "OE Wantalowicz" lub pseudonimem "OEW". 
Od 1893 był mężem Marie z domu Schwarz, z którą miał dwoje dzieci, córkę Helenę (ur. 1894) i syna Ernsta (ur. 1905).